# Кала (Азербайджан)
Кала́ (Гала́; азерб. Qala) — селище на сході Азербайджану, підпорядковане Хазарському району міста Баку.

## Географія
Селище розташоване на сході Апшеронського півострова між селищами Біна та Мардакан.

## Населення
Населення селища становить 4000 осіб (2012; 2887 в 2008, 2727 в 1989).

## Господарство
Селище знаходиться на автодорозі та залізниці по напрямку Баку-Піраллахи, залізнична станція Кала.